# 13241 Biyo
13241 Biyo è un asteroide della fascia principale. Scoperto nel 1998, presenta un'orbita caratterizzata da un semiasse maggiore pari a 2,2738751 UA e da un'eccentricità di 0,0640827, inclinata di 7,30580° rispetto all'eclittica.